# Grypocentrus dubius
Grypocentrus dubius là một loài tò vò trong họ Ichneumonidae.